# عدد صحیح گاوسی

اعداد صحیح گاوسی به عنوان نقاط مشبک در صفحه مختلط

در نظریه اعداد، یک عدد صحیح گاوسی یک عدد مختلط است که بخش واقعی و فرضی آن هر دو عدد صحیح هستند. اعداد صحیح گاوسی، با جمع و ضرب معمولی اعداد مختلط، یک حوزه صحیح تشکیل می‌دهند که معمولاً به صورت{\displaystyle \mathbf {Z} [i]} یا {\displaystyle \mathbb {Z} [i]} نمایش داده می‌شود.
اعداد صحیح گاوسی ویژگی‌های بسیاری را با اعداد صحیح به اشتراک می‌گذارند: یک حوزه اقلیدسی را تشکیل می‌دهند و بنابراین یک تقسیم اقلیدسی و یک الگوریتم اقلیدسی دارند. این به معنی داشتن حوزه تجزیه یکتا و بسیاری از خواص مرتبط با آن است. با این حال، اعداد صحیح گاوسی دارای ترتیب کلی نیستند.
اعداد صحیح گاوسی اعداد صحیح جبری هستند و ساده‌ترین حلقه از اعداد صحیح درجه دوم را تشکیل می‌دهند.
اعداد صحیح گاوسی به افتخار ریاضیدان آلمانی کارل فردریش گاوس نامگذاری شده‌اند.